# Jeleniów (gromada)
Jeleniów – dawna gromada, czyli najmniejsza jednostka podziału terytorialnego Polskiej Rzeczypospolitej Ludowej w latach 1954–1972.
Gromady, z gromadzkimi radami narodowymi (GRN) jako organami władzy najniższego stopnia na wsi, funkcjonowały od reformy reorganizującej administrację wiejską przeprowadzonej jesienią 1954 do momentu ich zniesienia z dniem 1 stycznia 1973, tym samym wypierając organizację gminną w latach 1954–1972.
Gromadę Jeleniów z siedzibą GRN w Jeleniowie utworzono – jako jedną z 8759 gromad na obszarze Polski – w powiecie kłodzkim w woj. wrocławskim, na mocy uchwały nr 17/54 WRN we Wrocławiu z dnia 2 października 1954. W skład jednostki weszły obszary dotychczasowych gromad Jeleniów, Jerzykowice Wielkie, Dańczów, Gołaczów, Darnków, Słone i Brzozowie ze zniesionej gminy Lewin Kłodzki w tymże powiecie. Dla gromady ustalono 18 członków gromadzkiej rady narodowej.
31 grudnia 1961 gromadę zniesiono, a jej obszar włączono do gromady Lewin Kłodzki (wsie Dańczów, Darnków, Gołaczów, Jeleniów i Jerzykowice Wielkie) oraz do miasta Kudowa-Zdrój (wsie Brzozów i Słone oraz działka nr 151 wsi Jeleniów) w tymże powiecie.